# 솔즈베리 스테이크

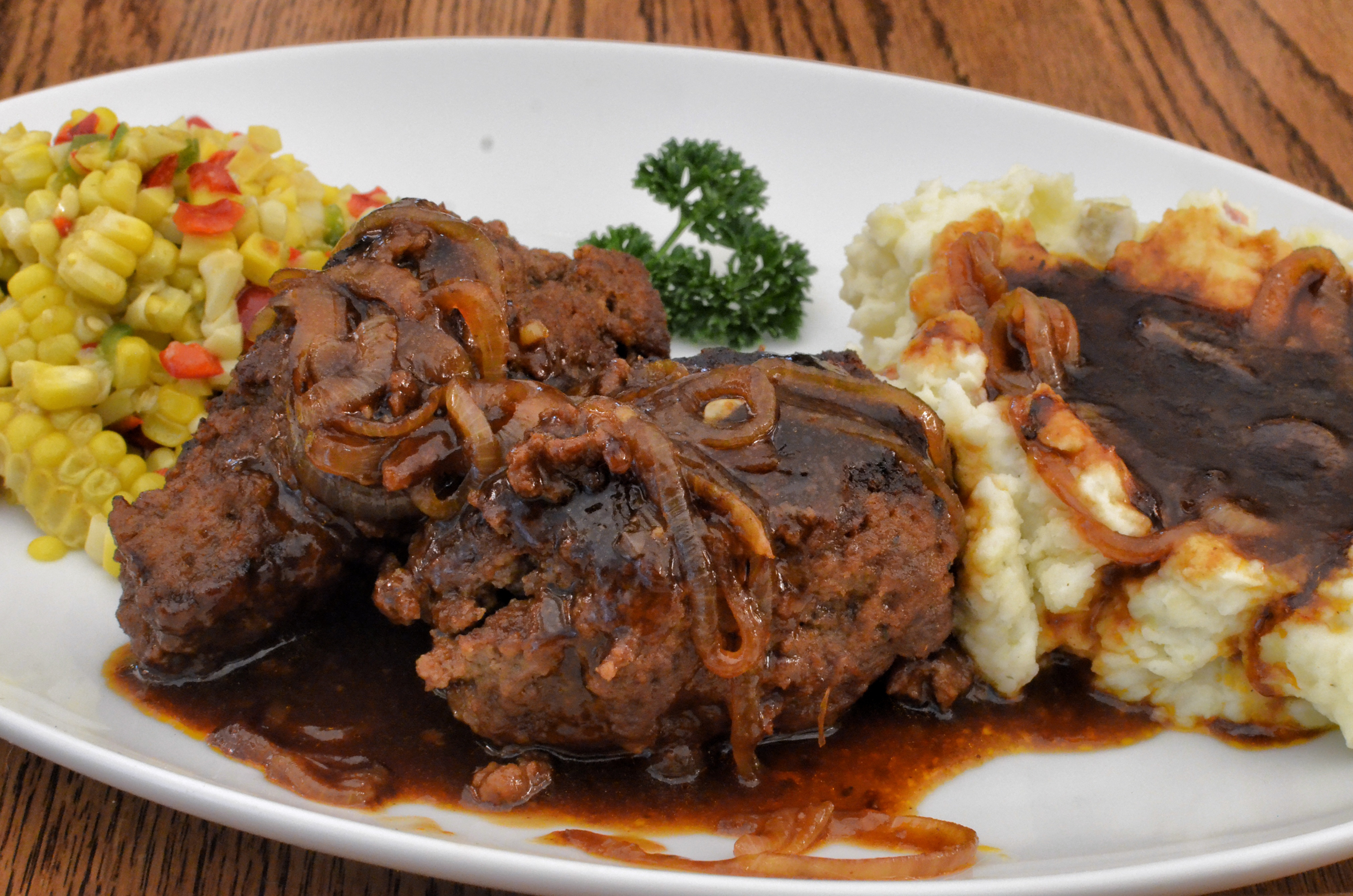
갈색 그레이비를 곁들인 솔즈베리 스테이크

솔즈베리 스테이크(Salisbury steak)는 미국에서 유래된 요리로 다진 쇠고기와 기타 재료를 혼합하여 만들어지며 햄버그 스테이크의 버전으로 간주된다. 오늘날 솔즈베리 스테이크는 일반적으로 으깬 감자, 익힌 야채(일반적으로 완두콩 또는 옥수수)와 같은 다양한 반찬과 함께 브라운 소스와 질감이 비슷한 그레이비와 함께 제공된다. 식사하는 사람들이 제공하는 일반적인 메뉴 항목이며 슈퍼마켓 냉동식품 섹션에서 TV 저녁 식사로 자주 제공된다.

## 같이 보기
- 미트로프
- 플레스카비차
- 스위스 스테이크
- 떡갈비